# Березино (Клинський район)
Березіно (рос.:Березино, вимовляється як Бєрєзіна) — село у складі міського поселення Клин Московської області Російської Федерації. З 2010 року — безлюдне.

## Географія
Розташовано поруч з містом Клин, на березі Мінінського струмка. Найближчі населені пункти, Владикіно, Селевіно, Заболоття, Бирево.

## Населення
Станом на 2010 рік у селі проживало 0 людей

## Пам'ятки архітектури
У селі знаходиться пам'ятки історії — церква Святителя Миколая збудована у 1904–1916 рр. а також дерев'яна церква святителя Миколая збудована у 1770-х рр..